# Phreatia djamuensis
Phreatia djamuensis är en orkidéart som beskrevs av Rudolf Schlechter. Phreatia djamuensis ingår i släktet Phreatia och familjen orkidéer. Inga underarter finns listade i Catalogue of Life.